# Collina d'Oro
Collina d'Oro är en kommun  i distriktet Lugano i kantonen Ticino, Schweiz. Kommunen har 4 893 invånare (2023).
Kommunen bildades 4 april 2004 genom en sammanslagning av kommunerna Agra, Gentilino och Montagnola. Den 1 april 2012 tillkom Carabietta.